# ثلاثي ميثيل الأمين
ثلاثي ميثيل الأمين (بالإنجليزية: Trimethylamine)‏ المعروف اختصاراً بـTMA، هو مركب عضوي له الصيغة N(CH3)3. وهو غاز عديم اللون استرطابي قابل للاشتعال وله رائعة كريهة تُشبه رائحة السمك وهو أمين ثالثي. 
ثلاثي ميثيل أمين هو نتاج تحلل النباتات والحيوانات. وأما في البشر، يتم تصنيعه حصراً عن طريق الأمعاء الدقيقة من العناصر الغذائية مثل الكولين والكارنيتين. وترتبط مستويات عالية من ثلاثي ميثيل أمين مع تطور متلازمة رائحة الأسماك، التي تكون كريهة الرائحة.

## روابط خارجية
- Molecule of the Month: Trimethylamine
- NIST Webbook data
- CDC - NIOSH Pocket Guide to Chemical Hazards